# Prekmurje Noise Conspiracy
Prekmurje Noise Conspiracy (PNC) je skupno ime za glasbeno umetniško gibanje in njemu pripadajoč kolektiv glasbenih skupin in glasbenikov, ki je deloval v Prekmurju in Prlekiji več let od leta 2003. Leta 2014 kolektiv ni bil več dejaven.
Kolektiv je leta 2003 ustanovila rock skupina Psycho-Path. Člani so vključevali tudi skupine: Manul, Rae Mikkelson, The Unlisted, Sphericube, Dežurni krivci, Štefan Kovač Marko banda in Y, ter samostojne glasbenike: Kleemar, GT Oblivious and Ivor Knafelj. Nastala je v okviru MIKK, Mladinskega informativega in kulturnega kluba Murska Sobota.
Izvajalci so delovali v tesni povezavi z založbama God Bless This Mess in Moonlee Records.

## Opis
Sami sebe so opisovali kot:
"Prekmurje Noise Conspiracy je kolektiv, idejna združba, pleme, družina, posse, sindikat, image label, brand name. Od vsega pa še najbolj "solidarnostni sistem" posameznikov in skupin, ki so se znašli ob istem času na istem kraju z idejo, da naredijo "še kaj več" s skupnimi močmi. "Sistem" najbolj služi manj uveljavljenim skupinam in posameznikom, da se preko skupnega imenovalca P.N.C. - v kolikor bodo to (tudi) sami znali izkoristiti - lažje uveljavijo v slovenskem glasbenem in medijskem prostoru ter kasneje še kje drugje."